# George Hardy (Schauspieler)

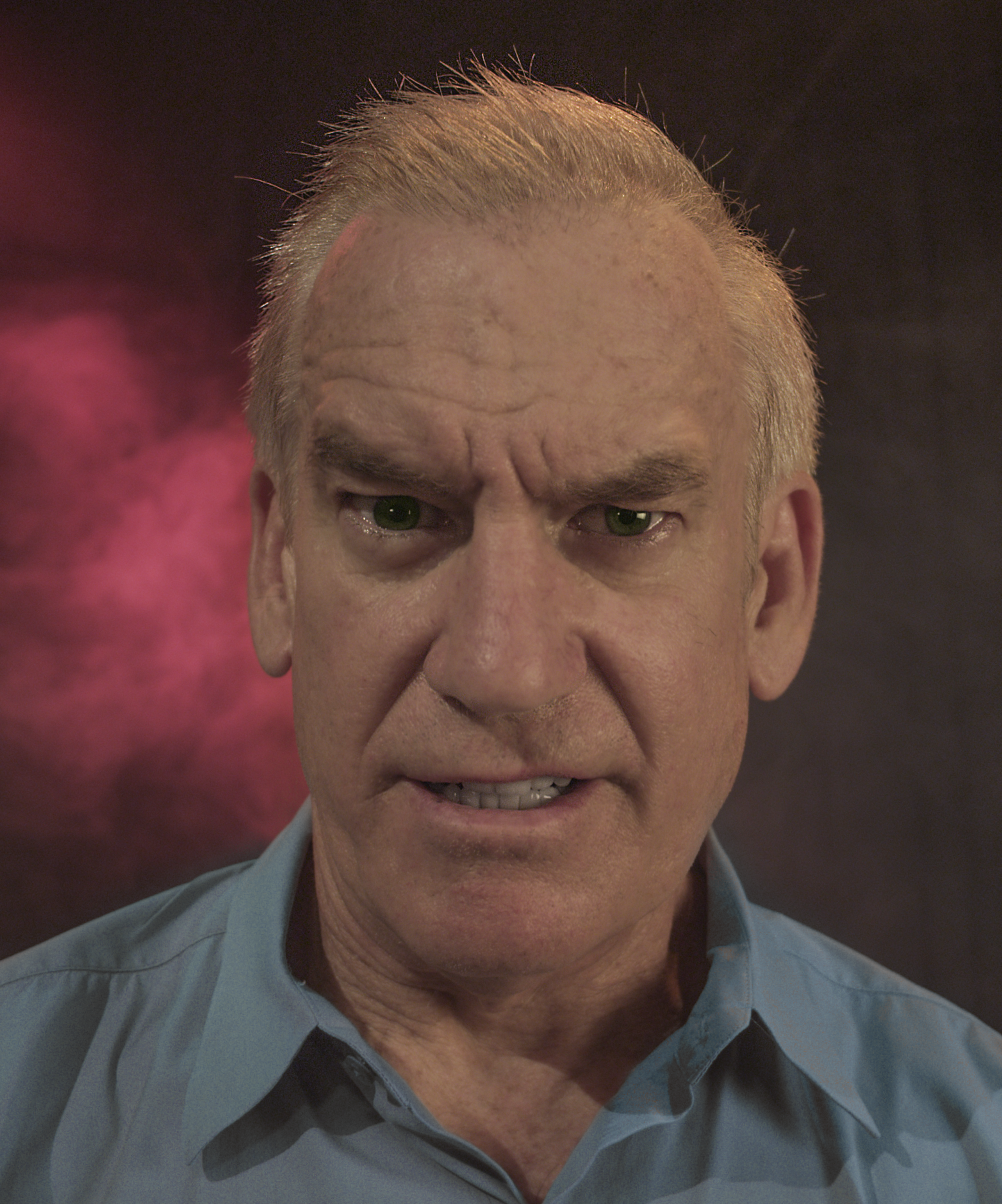
George Hardy (2015)

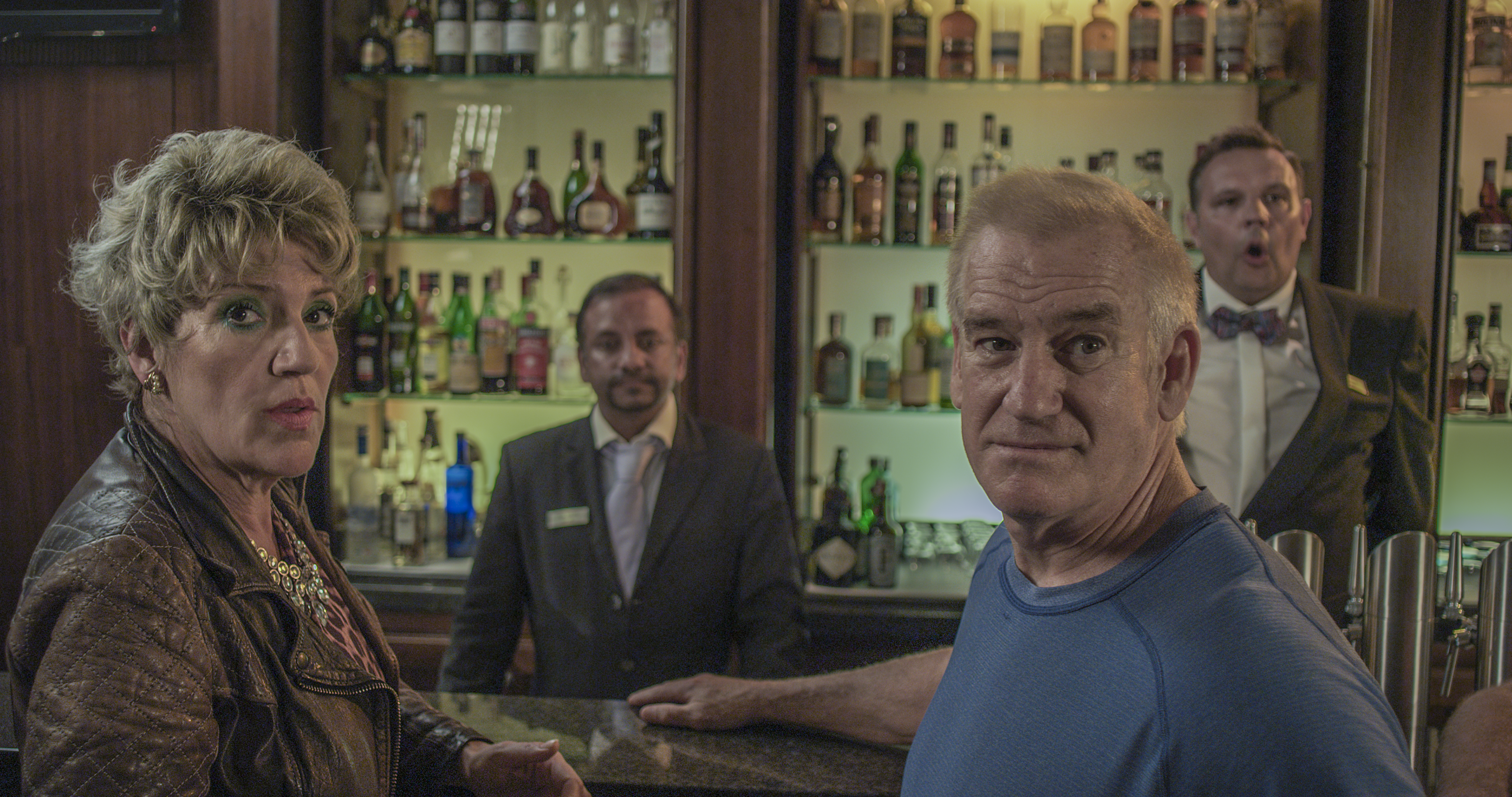
George Hardy und Katy Karrenbauer während Dreharbeiten zum Film Goblin – Das ist echt Troll (2015)

George Hardy (* 16. Oktober 1954 in Alexander City, Alabama) ist ein US-amerikanischer Schauspieler und Zahnarzt. Er erlangte größere Bekanntheit durch die Rolle des Michael Waits in dem Kultfilm Troll 2. Seine deutsche Synchronstimme stammt von Bodo Wolf.

## Troll 2
1986 bewarb sich Hardy als Komparse bei einem Horrorfilm, der von „rauchenden Italienern betreut wurde, die kein Wort Englisch sprachen“. Schließlich besetzte ihn der italienische B-Movie-Regisseur Claudio Fragasso für die Hauptrolle seines Filmes Goblin, der in Morgan (Utah) gedreht wurde. Laut Hardy beschränkte sich die Kommunikation mit Fragasso auf die Sätze „You have good energy! You have good energy!'“, und aufgrund der Sprachbarriere waren Übersetzungsfehler häufig, was, neben den billigen Spezialeffekten des Films, zu einer unfreiwilligen Komik führte. Um den Verkauf zu fördern, wurde Goblin unter dem Titel Troll 2 als Fortsetzung des Films Troll von 1986 verkauft, obwohl die beiden Filme inhaltlich nichts miteinander zu tun haben; dies erklärt auch die Abwesenheit von Trollen im Film. Als Troll 2 1990 auf Videokassette erschien, wollte Hardy vor Scham im Boden versinken und wurde von seinem Umfeld gehänselt. Hardy kehrte der Schauspielerei den Rücken und eröffnete in seiner Heimatstadt eine Zahnarztpraxis.

## Karriere
Der Wendepunkt kam aber, als Troll 2 2003 gemeinsam mit Troll auf DVD erschien. Wegen der unfreiwilligen Komik wurde es von Bloggern begeistert empfangen und avancierte zum Kult. Im April 2006 fand in Provo (Utah) die erste offizielle „Troll 2 Reunion“ vor mehreren hundert Fans statt, und seitdem wurde auch in New York, Boston, Seattle und anderen Orten vollgepackte „Troll-2-Parties“ mit mehreren beteiligten Schauspielern gefeiert, die sich Fragerunden stellten und gemeinsam den Film mit den Fans guckten. Mit seinem Troll 2-Filmsohn Michael Stephenson drehte Hardy im Jahr 2009 die Dokumentation Best Worst Movie, die sich mit den Machern und Beteiligten von Troll 2 auseinandersetzt.
Nach dem Erfolg von Best Worst Movie reaktivierte Hardy seine Schauspielkarriere und beteiligte sich an mehreren Projekten. In Eric Hordes’ Film Trolls World – Voll vertrollt! spielt er neben Eva Habermann, Jiří Lábus und Katy Karrenbauer erneut die Rolle des Michael Waits; somit ist der Film quasi die deutsche Fortsetzung zu Troll 2. Der Film wurde am 12. Oktober 2019 in Baden-Baden veröffentlicht.
Im Jahr 2020 wurde der Monsterfilm Cyst mit ihm, Eva Habermann und Greg Sestero veröffentlicht.
George Hardy ist geschieden und hat zwei Töchter.

## Filmografie
- 1990: Troll 2
- 2007: Street Team Massacre
- 2012: Junk
- 2013: House of Forbidden Secrets
- 2014: Chosen
- 2015: Ghost Shark 2: Urban Jaws
- 2016: Here Comes Rusty
- 2019: Trolls World – Voll vertrollt!
- 2020: Cyst